# Bernard Morin
Bernard Morin (francês: [mɔʁɛ̃]; Xangai, China, 3 de março de 1931 – Paris, 12 de março de 2018) foi um matemático francês, especialista em topologia.

Looping animado de vista em corte da superfície de Boy.

## Formação
Morin perdeu a visão aos seis anos de idade devido ao glaucoma, mas sua cegueira não o impediu de ter uma carreira de sucesso em matemática. Obteve um doutorado em 1972 no Centre national de la recherche scientifique (CNRS).

## Carreira
Morin fez parte do grupo que primeiro exibiu uma eversão da esfera, ou seja, uma homotopia (metamorfose topológica) que começa com uma esfera e termina na mesma esfera, mas virada do avesso. Ele também descobriu a superfície de Morin, que é um modelo intermediário para a eversão da esfera, e a usou para provar um limite inferior no número de etapas necessárias para virar uma esfera do avesso.
Superfície de Morin.
Morin descobriu a primeira parametrização da superfície de Boy (anteriormente usada como um modelo intermediário ) em 1978. Seu aluno de pós-graduação François Apéry descobriu mais tarde (em 1986) outra parametrização da superfície de Boy, que está de acordo com o método geral para parametrizar superfícies não orientáveis.
Morin trabalhou no Instituto de Estudos Avançados de Princeton. Passou a maior parte de sua carreira na Universidade de Estrasburgo.